# ولتاژ بالا

علامت ایمنی بین‌المللی «اخطار، خطر برق گرفتگی» ایزو ۳۸۶۴که در محاوره از آن به علامت «های ولتاژ» یاد می‌شود.

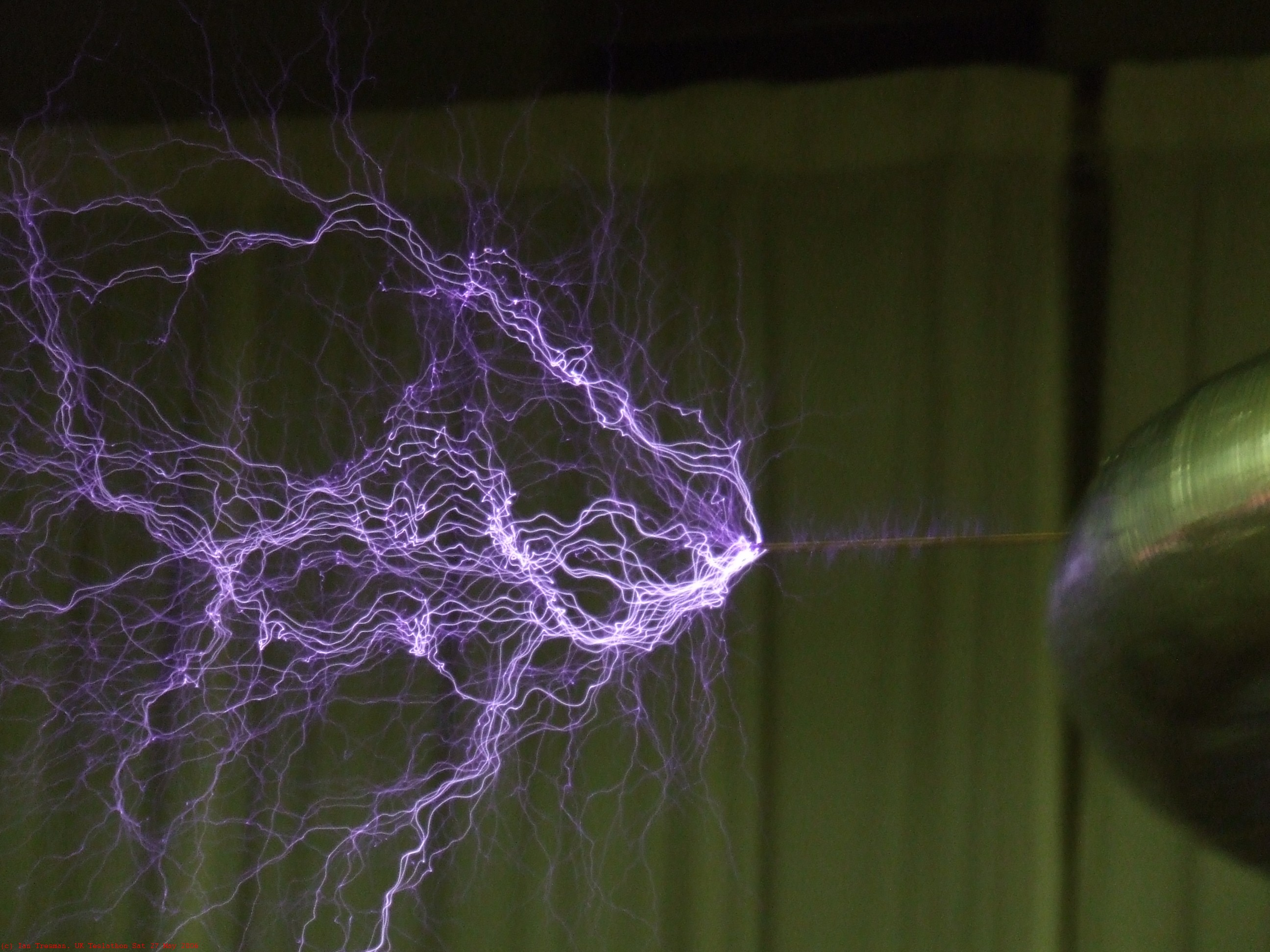
در شکل بالا جریان‌های ولتاژ موجود در یک مدار به تخلیه الکتریکی در رشته‌های پلاسما (فیزیک)از سیم پیچ تسلا انجامیده‌است

واژه ولتاژ بالا که در ایران به آن فشارقوی هم گفته می‌شود، به پتانسیل الکتریکی به اندازه کافی بالا برای ایجاد جراحت یا خسارت اشاره دارد. در صنایع خاص ولتاژ بالا به ولتاژ بالاتر از یک آستانه معین گفته می‌شود. تجهیزات و هادی‌هایی که دارای ولتاژ بالا هستند الزامات و رویه‌های ایمنی خاصی را تضمین می‌کنند. ولتاژبالا در انتقال انرژی الکتریکی به لامپ اشعه کاتد، اشعه ایکس و همچنین سایر صنایع استفاده می‌شود.
ولتاژ بالا به معنی ولتاژی بیش از ۱٬۰۰۰ ولت است بدین معنی که ولتاژهای بیش از هزار ولت را ولتاژ بالا و زیر هزار ولت را ولتاژ پایین می‌نامند.